# Медаль «За освоєння надр і розвиток нафтогазового комплексу Західного Сибіру»
Меда́ль «За осво́єння надр і ро́звиток нафтога́зового ко́мплексу За́хідного Сибі́ру» — медаль, державна нагорода СРСР. Введена указом Президії Верховної Ради СРСР 28 липня 1978 року. Автор малюнку медалі — художник С. А. Поманський.

## Опис
Медаль «За освоєння надр і розвиток нафтогазового комплексу Західного Сибіру» має форму правильного круга діаметром 32 мм, виготовлена з латуні.
На лицьовому боці медалі зображено серп і молот на тлі нафтових веж, газозбірників та трубоукладника. По колу — напис «За освоение недр и развитие нефтегазового комплекса Западной Сибири», унизу — зображення п'ятикутної зірочки.
На зворотному боці — напис «СССР», на тлі — зображення п'ятикутної зірки, від якої розходяться промені, утворюючи п'ятикутник. Унизу — схрещені лаврова та дубова гілки. Усі зображення і написи на медалі — випуклі.
Медаль «За освоєння надр і розвиток нафтогазового комплексу Західного Сибіру» за допомогою вушка і кільця з'єднується з п'ятикутною колодочкою, обтягнутою шовковою муаровою стрічкою шириною 24 мм. Стрічка складається з двох подовжніх зелених смужок завширшки 6 мм кожна по краях та блакитної завширшки 6 мм у центрі. Зелені та блакитна смужки розділені білою завширшки 1 мм та чорною завширшки 2 мм.

## Нагородження медаллю
Медаллю «За освоєння надр і розвиток нафтогазового комплексу Західного Сибіру» нагорожувалися активні учасники освоєння надр і розвитку нафтогазового комплексу Західного Сибіру за самовіддану працю з виявлення, розвідування та розробки нафтових і газових покладів; видобутку і промислової переробки нафти і газу; будівництва виробничих і житлово-господарських об'єктів, транспортних магістралей; з енергопостачання, транспортного та іншого обслуговування нафтогазового комплексу; а також робітники науково-дослідних і проектно-конструкторських організацій, установ та організацій невиробничої галузі, партійних, радянських, профспілкових та комсомольських органів, що знаходилися на території нафтогазового комплексу, які своєю сумлінною працею зробили внесок у його розвиток.
Як правило, нагороджувалися працівники, що проробили у зоні нафтогазового комплексу Західного Сибіру щонайменше 3 роки.
Медаль носиться на лівій стороні грудей, за наявності у нагородженого інших медалей СРСР розташовується після медалі «За перетворення Нечорнозем'я РРФСР».
Усього медаллю «За освоєння надр і розвиток нафтогазового комплексу Західного Сибіру» було проведено близько 25 000 нагороджень.